# NK Zrinski Farkaševec Samoborski
Nogometni klub Zrinski hrvatski je nogometni klub iz mjesta Farkaševec Samoborski, Zagrebačka županija. Osnovan je 31. srpnja 1994. godine u Samoboru, nakon ujedinjavanja triju klubova s područja nizinskog dijela grada: NK Budućnost Medsave, NK Mladost Domaslovec i NK Ogranak Farkaševec. Trenutačno se natječe u Premier ligi NS Zagrebačke županije.
U svojoj prvoj sezoni (1994./95.) klub se plasirao u 3. HNL. Godine 1996., pod predsjednikom Božom Jurkovićem klub je započeo značajnije radove na uređenju i proširenju sportskog centra i klupskih prostora. U sezoni 1996./97., natjecali su se u 3. HNL – središnja skupina, a u borbi do zadnjeg kola sa Stupnikom i Trnjem zauzeli su drugo mjesto, što je rezultiralo prelaskom u JŽNL zbog reorganizacije natjecanja.>
Nogometna škola kluba broji više od 150 djece u svim uzrasnim kategorijama. U sastavu seniorske momčadi najviše igraju domaći igrači, uz pojačanja iz Samobora i okolice. Klub također ima svoju navijačku skupinu "Šumare".

## Početak i rano stanje
U svojoj prvoj sezoni (1994./95.) klub je osvojio prvo mjesto u 1. ŽNL – Zapad. Treneri su bili Pavao Lastovčić i Zvonko Vučković. Momčad su dotada činili igrači poput Darka Dragoše, Ivice i Josipa Vrančića, Ivana Draclina, Franje, Mladena (Hoze) i Mladena Vlahovića, Ivice, Željka i Mladena Horvata, Željka Kožarca, Ivice Zrinjana, Josipa Škrobota, Ante Dolića, Marija Stanića i Miljenka Radovanića.
U sezoni 1995./96., klub je natjecao se u 3. HNL – Središnja skupina i završio na solidnom osmom mjestu, uz pojačanja s nogometašima iz NK Samobor: Antom Ištukom, Stjepanom Bašićem, Robertom Štrbacom i Dario Jankovićem.
Sezona 1996./97. ponovo je zatekla klub u 3. HNL – Središnja skupina. U toj sezoni, Zrinski je u mrtvoj utrci s Stupnikom i Trnjem zauzeo drugo mjesto.
Nakon reorganizacije natjecanja, klub je prešao u Jedinstvenu županijsku ligu i na kraju sezone zauzeo 9. mjesto.

## Razdoblje od 2000.
Kroz klub su tijekom svoje povijesti brojni igrači, među kojima su i: I. Radoš, V. Vujeva, I. Vitko, B. Vulejlija, N. Vidiček, A. Kovačević, I. Milas, S. Bandalo, D. Kablar, S. Terihaj, R. Štrbac, A. Ištuk, S. Bašić, I. Kos, M. Sergo, R. Mustapić i V. Deak. Osim navedenih trenera, u različitim razdobljima klub su vodili i Božićević, Doberšek, Vegel, M. Vlahović, Dragozet, Bašić, Lujanac, Smiljanec, Murić, Miletić, Brlek, Lovrentjev, Katovčić, Kižlin i Čakanić.
Među klupskim dužnosnicima posebno se istaknuo Božo Jurković, koji je do 2009. godine bio ključan za osiguravanje financijske stabilnosti i uvjeta za rad kluba. U organizacijskom i izvršnom dijelu djelovanja podržavali su ga tajnik Mladen Vlahović i blagajnik Dragutin Prešnjak te niz drugih entuzijasta, uključujući J. Lastovčića, obitelj Vlahović, P. Mihalinca, B. Dobranića, V. Vrančića, J. Mustafića, B. Beljaka, J. Burića, Z. Kodrnju i I. Rukavinu.
Jedan od većih uspjeha u radu s mladima ostvaren je u sezoni 2001./02., kada su mlađi pioniri osvojili prvo mjesto u jedinstvenoj ligi, ispred klubova poput Inker Zaprešić, Samobor, Radnik[iz kojeg mjesta?] i NK Vrbovec. Također, u sezoni 1999./00. obje pionirske selekcije osvojile su prva mjesta u svojim ligama i kup NS Samobor.
Godine 2006. kadeti pod vodstvom D. Dragozeta osvojili su kup NSS-a i NSZŽ-a te su se plasirali u finale kupa Središta, gdje su igrali protiv zagrebačkog Dinama, čime su ušli među deset najboljih kadetskih momčadi u Hrvatskoj.
Veteranska momčad osnovana je 1999. godine i više od desetljeća natjecala se u ligi NSS-a. Prestala je s radom nakon smrti osnivača i dugogodišnjeg voditelja Bože Vlahovića – Sine.
Nakon odlaska Bože Jurkovića, predsjednikom kluba postao je Željko Radovanić, a uz tajnika Mladena Vlahovića klub je vodio do 2015. godine. U tom je razdoblju ostvaren napredak u organizaciji kluba.
Godine 2015. predsjednik je postao Juraj Milječki, a od 2016. do 2023. godine klub je vodio Robert Kirin. Od 2014. godine funkciju direktora kluba obnaša Mario Vlahović. U radu kluba sudjelovali su i K. Belak, I. Koletić, R. Horvat, B. Černauš, M. Radovanić, M. Vlahović, D. Prešnjak i drugi. U tom su razdoblju provedeni značajni infrastrukturni projekti uz potporu Grada Samobora, uključujući legalizaciju i obnovu objekata, rasvjetu pomoćnog igrališta, natkrivanje tribina te izgradnju igrališta s umjetnom travom (2021.).
Od 2023. godine predsjednik kluba je Danijel Slak. Godine 2024. voditeljem škole nogometa postaje David Kižlin. Godine 2025. škola nogometa broji više od 150 aktivnih mladih nogometašica i nogometaša.

## Seniorski uspjesi
Sezona 2017./18. smatra se najuspješnijom u novijoj povijesti NK Zrinski Farkaševec. Klub je te godine osvojio naslov prvaka Prve županijske nogometne lige – Zapad te obranio naslov pobjednika Kupa Nogometnog saveza Samobor. Trener momčadi bio je Denis Murić, a u sastavu su igrali: Jurica Ištuk, Ivan Kožarec, Neven Mataušić, Domagoj Draclin, Filip Vrančić, Karlo Brdarić, Josip Šarić, Matija Grgečić, Marko Horvat, Matija Župančić, Domagoj Margarin, Josip Koletić, Tomislav Ratešić, Tomislav Vrančić, Josip Stanec, Antonio Horvat, Damir Kovačević, Antun Šarić, Goran Horvat, Danijel Vrančić, Krešimir Šarić, Filip Cvetković, Dražen Bilogrević, Vili Škrnanc, Anđelko Horvat, Ante Andabak, Igor Šicl, Marijo Bošnjak, Damjan Ratešić, Dominik Vrančić, Petar Horvat, Mateo Marić i Matej Zrinjan.
Igrači su cijelu sezonu nosili majice s natpisom „Ovo je za Matu“ u čast osnivača kluba Mate Vlahovića, koji je preminuo neposredno prije početka sezone. Uz sportski kadar, važnu ulogu u organizaciji kluba imali su Ivan Koletić (sportski direktor), Mario Vlahović (direktor), Mladen Vlahović (voditelj škole nogometa), Robert Kirin (predsjednik), Dragutin Prešnjak (blagajnik) te Krešimir Belak (tajnik).
U sezoni 2020./21., koja se odvijala pod posebnim epidemiološkim mjerama zbog pandemije COVID-19, NK Zrinski ponovno je osvojio Prvu županijsku nogometnu ligu – Zapad, osvojivši ukupno 85 bodova. Naslov prvaka osiguran je tri kola prije kraja, pobjedom 2:1 u gostima kod izravnog konkurenta Bregane. Zrinski je predvodio trener David Kižlin.
Zapaženi rezultat ostvaren je i u sezoni 2001./02., kada su seniori završili prvenstvo Jedinstvene županijske nogometne lige na šestom mjestu, s istim brojem bodova (46) kao i četvrtoplasirana momčad. Trener ekipe bio je Mladen Vlahović, a tehničar Franjo Vlahović. U sastavu su igrali Čerkez, Husta, Petrić, Dekalić, Erbežnik, Mužević, Suša, Štrbac, Škrobot, Dragozet, Šicl, Herger, Petrof, Radek, Vučković, Jankavić, Milković, Miočević, Vlahović, Herman i Šebek.

## Sportski centar Široki grm
Sportski centar Široki grm, kojim upravlja NK Zrinski Farkaševec, prostire se na površini većoj od 50.000 četvornih metara. U sklopu centra nalaze se dva velika nogometna igrališta registrirana za odigravanje utakmica svih uzrasnih kategorija, jedno manje igralište s umjetnom travom prilagođeno službenim utakmicama najmlađih uzrasta te dodatno pomoćno igralište koje služi kao poligon u nepovoljnim vremenskim uvjetima.
Centar raspolaže velikim parkiralištem kapaciteta preko 100 vozila, dječjim igralištem te natkrivenim tribinama uz glavno igralište koje mogu primiti više od 300 gledatelja.
Unutar objekta nalaze se četiri uređene svlačionice za igrače, svlačionice za trenere i suce, klupski ured, veliki ekonomat s opremom za održavanje terena te dva prostora za druženje – jedan veći i jedan manji.

## Vanjske poveznice
- Profil, HNS Semafor